# Стара-Загорский троллейбус

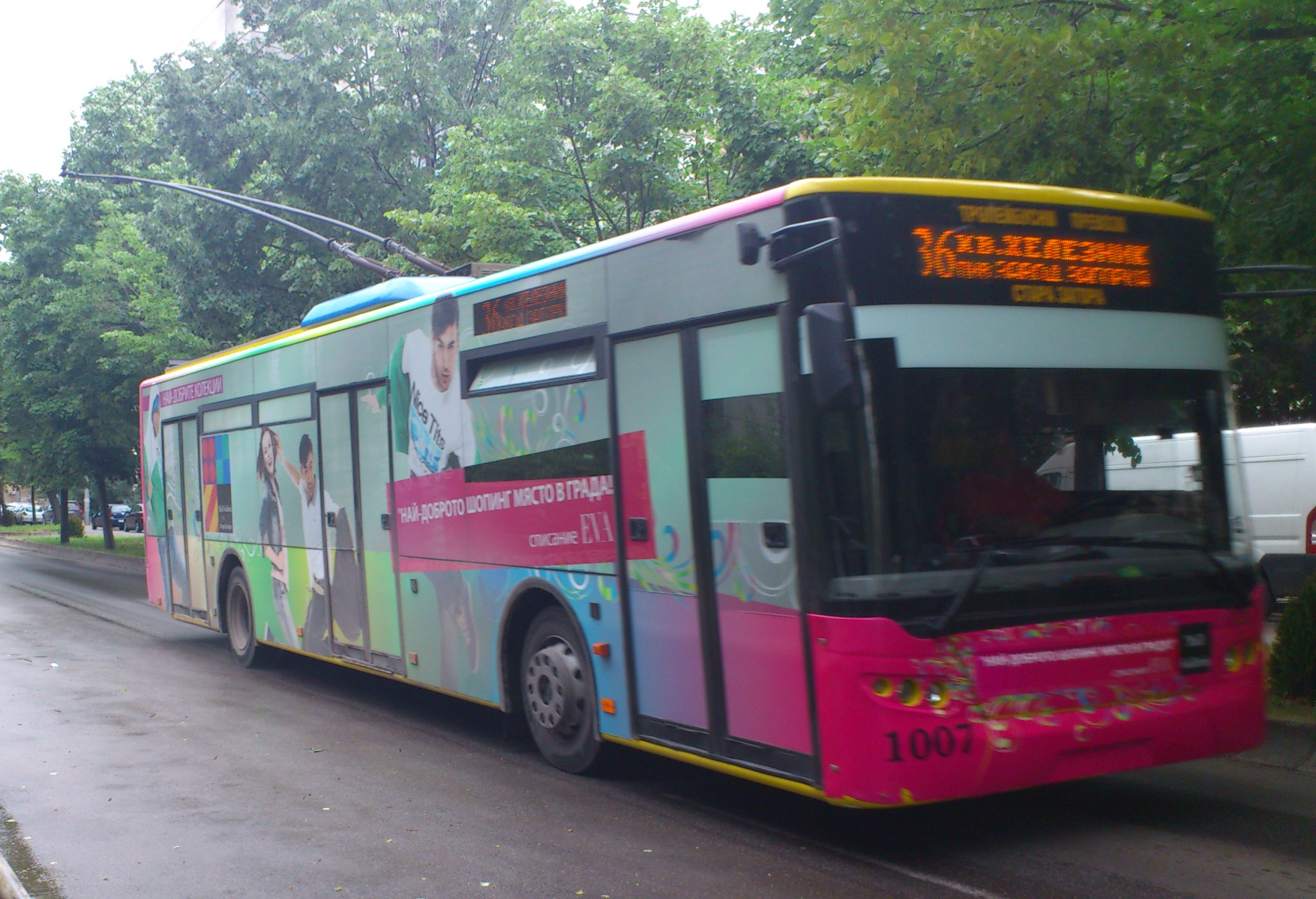
LAZ E183

Стара-загорский троллейбус (болг. Тролейбусен транспорт Стара Загора) — система троллейбуса в болгарском городе Стара Загора. Открытый в ноябре 1987 года, он является одной из 10 троллейбусных систем, действующих в настоящее время в Болгарии.

## История

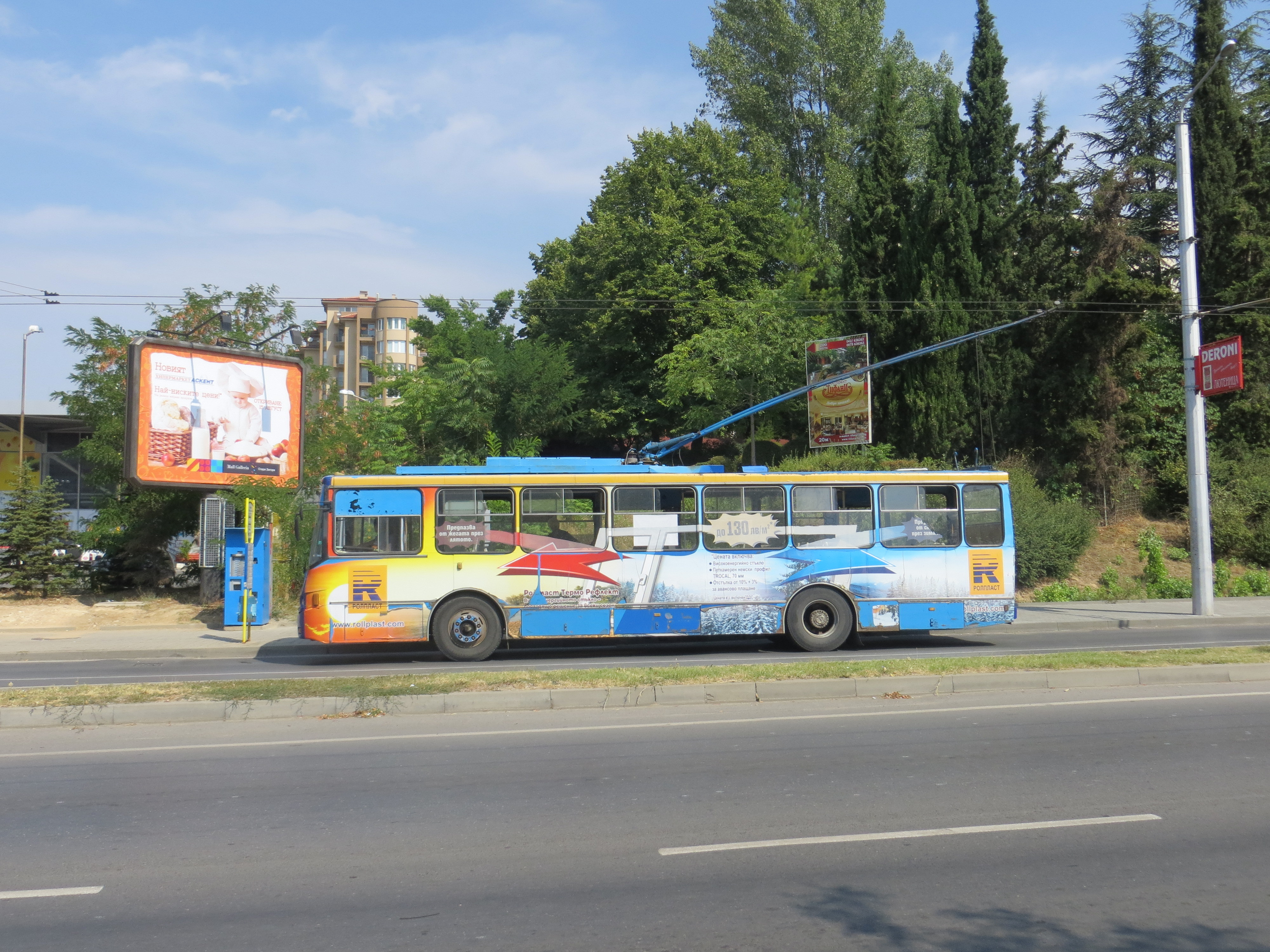
Троллейбус в Стара Загора

Троллейбусная система Стара Загора была построена в 1980-х годах, как и многие другие троллейбусные системы в Болгарии. Система была разработана с двумя основными линиями, соединяющими северные части города с югом, а восточные части — с западом. Две основные линии соединяются в центре города недалеко от парка Алана.
Первыми троллейбусами, которые курсировали по улицам Старой Загоры, были подержанные троллейбусы Шкoдa 14Tр, которые раньше обслуживали сеть Софии. В последующие годы были поставлены новые автомобили ЗиУ и ДАК-Чавдар, чтобы пополнить системный парк. Из-за низкой надежности троллейбусы ДАК-Чавдар уже были сняты с производства к концу 1990-e годов.
Следующая поставка новых автомобилей произошла 22 года спустя, в 2009 году, когда Львовский автобусный завод Украины поставил 6 низкопольных троллейбусов.
В 2014 году Стара Загора получила 8 новых троллейбусов Škoda 26Tr Solaris в рамках совместного заказа с муниципалитетами Бургаса, Варны и Плевена, спонсируемого программой Европейского Союза. В 2015 году последовало 14 аналогичных троллейбусов, на этот раз типа Solaris Trollino 12. Старые троллейбусы Шкода и ЗиУ были списаны, за исключением одной единицы каждого типа, которые были приобретены для консервации в Софии. Более новые троллейбусы ЛАЗ изъяты и хранятся в депо в ожидании утилизации.

## Маршруты
- 1: Железник — СБА;
- 2: Стадион Берое — Мототехника;

Троллейбусная сеть в Старой Загоре

- 26: Железник — Мототехника (работает только с понедельника по субботу);
- 36: Железник — Загорка пивоваренный завод.

## Подвижной состав

### Текущий
| Количество | Производитель | Номер модели | Поступил в сервис | Низкопольный |
| ---------- | ------------- | ------------ | ----------------- | ------------ |
| 8          | Škoda         | 26Tr         | 2014              | да           |
| 14         | Solaris       | Trollino 12  | 2015              | да           |

### Исторический
| Количество | Производитель | Модель № |
| ---------- | ------------- | -------- |
| 6          | ЛАЗ           | E183     |
| 20         | ЗиУ           | 682      |
| 4          | ДАК — Чавдар  | 317ETр   |
| 10         | Шкода         | 14Тр     |

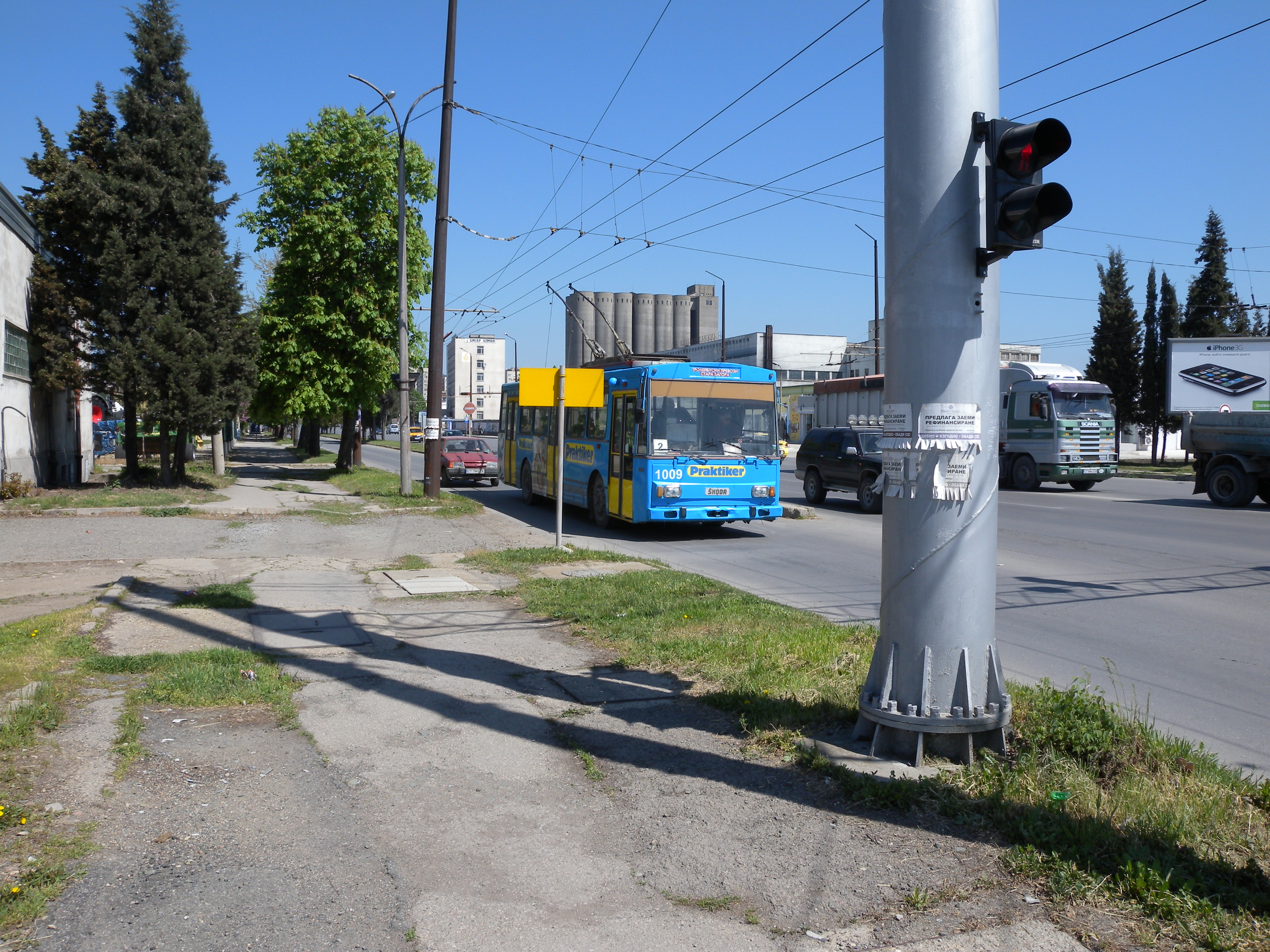
Троллейбус Шкода 14Тр
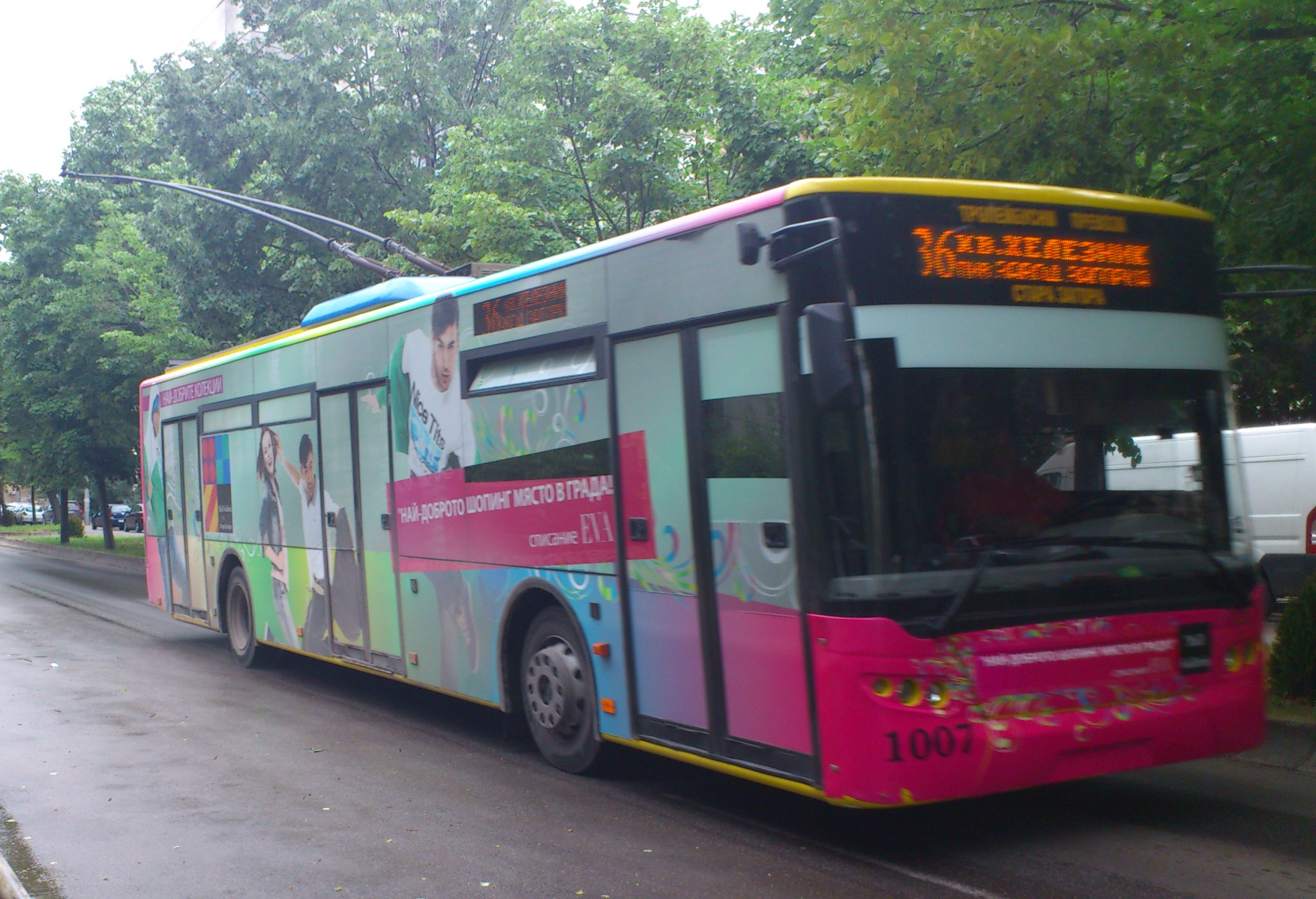
Троллейбус ЛАЗ Е183